# Ксав'є Фідо
Ксав'є Фідо (Phideaux Xavier) — музикант, композитор сучасної психоделічної музики, яку він сам описує, як «психоделічний прогресивний готичний рок». Ксав'є виріс Нью-Йорку, але зараз проживає в Лос Анджелесі. Він є головним учасником групи, що має його ім'я — Phideaux. Його група складається з 10 учасників, друзів його дитинства. Станом на 2018 рік Фідо випустив 10 студійних альбомів.

## Дискографія
- Friction (1993)
- Fiendish  (2003)
- Ghost Story (2004)
- Chupacabras (2005)
- 313 (2006)
- The Great Leap (2006)
- Doomsday Afternoon (2007)
- Number Seven (2009)
- Snowtorch (2011)
- Infernal (2018)